# Салямони (Великопольське воєводство)
Салямони (пол. Salamony) — село в Польщі, у гміні Чайкув Остшешовського повіту Великопольського воєводства.
Населення — 280 осіб (2011).
У 1975-1998 роках село належало до Каліського воєводства.

## Демографія
Демографічна структура станом на 31 березня 2011 року:
|          | Загалом | Допрацездатний вік | Працездатний вік | Постпрацездатний вік |
| -------- | ------- | ------------------ | ---------------- | -------------------- |
| Чоловіки | 134     | 37                 | 83               | 14                   |
| Жінки    | 146     | 31                 | 80               | 35                   |
| Разом    | 280     | 68                 | 163              | 49                   |